# Staatsoper und Ballett Krasnojarsk

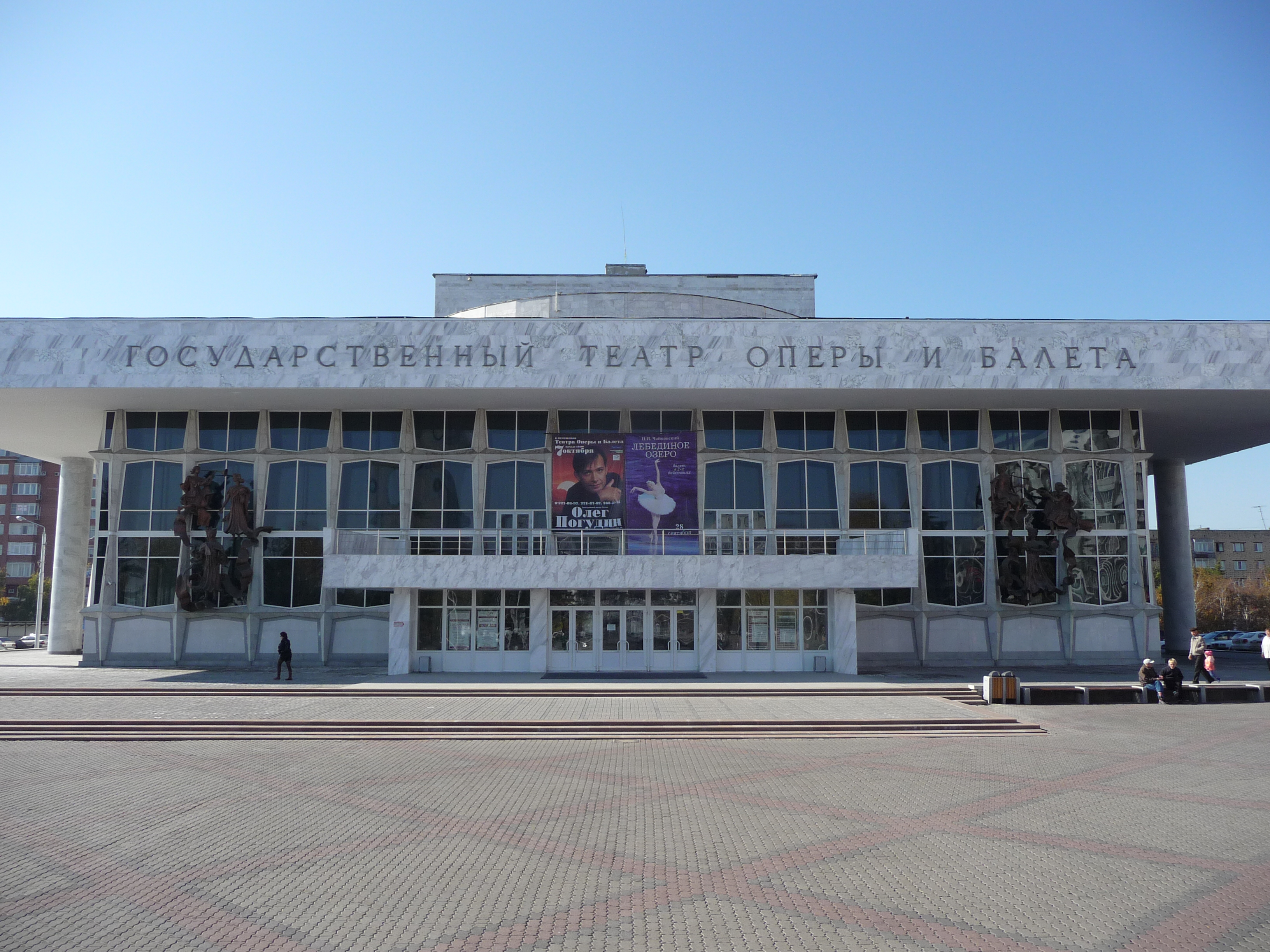
Staatsoper und Ballett Krasnoyarsk

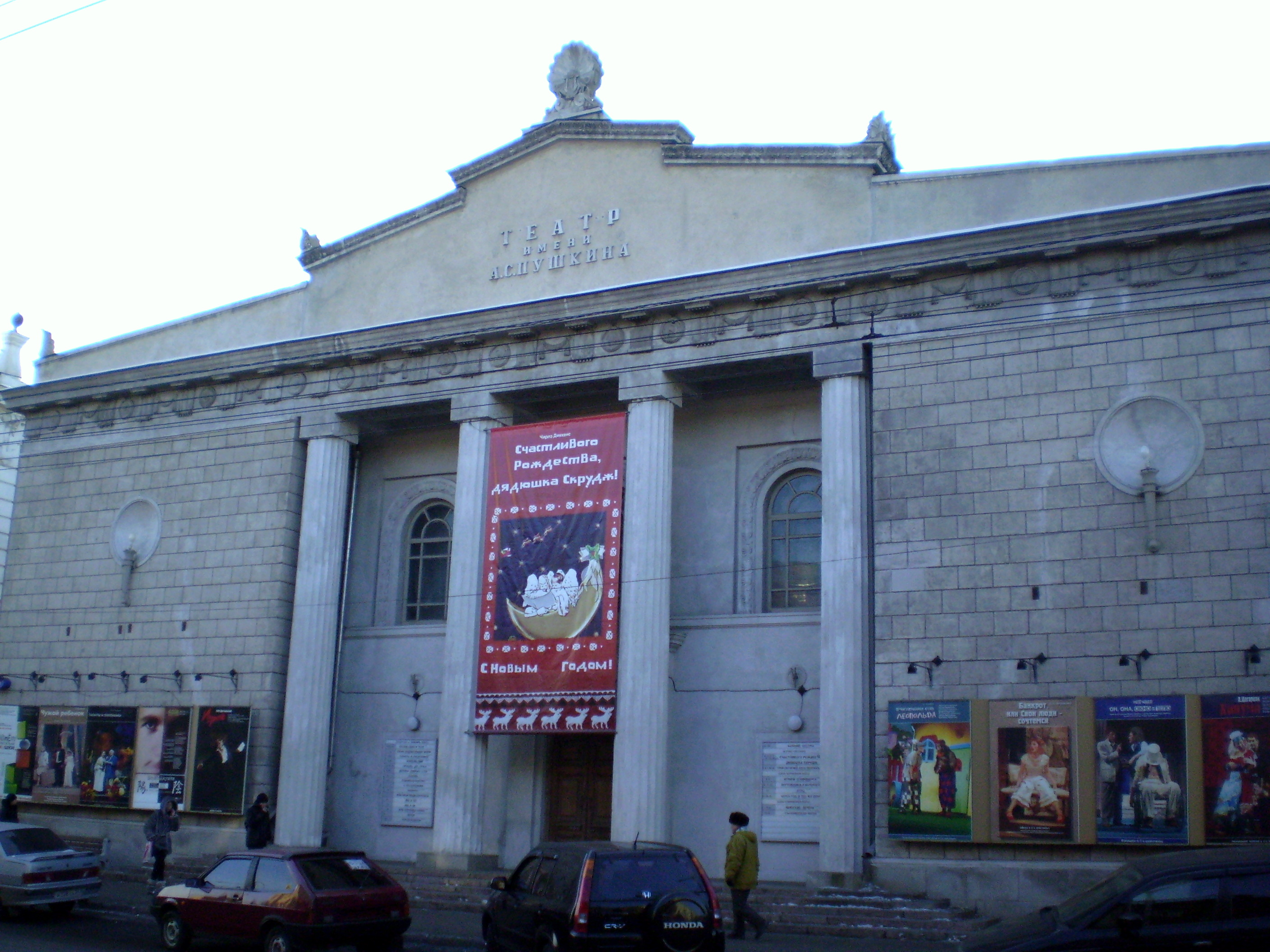
Altes Stadttheater Krasnojarsk (heute das Schauspielhaus)

Staatsoper und Ballett Krasnoyarsk ist ein Opernhaus in Krasnojarsk Sibirien (GUS), das 1978 eröffnet wurde.

## Geschichte
Opernaufführungen in Krasnoyarsk gab es bereits 1897 auf der Bühne des Stadttheaters. Zu den ersten aufgeführten Werken gehören Russalka von Alexander Dargomyschski, Halka von Stanisław Moniuszko, Ein Leben für den Zaren von Michail Glinka, Askolds Grab von Alexei Werstowski und Pagliacci von Ruggero Leoncavallo sowie mehrere Operetten.
Gegen Ende des Jahres 1924 etablierten Amateure eine Truppe namens „Opera Labor-Team“. Die Stadt genehmigte es, in ihrem (alten) Theater Opernaufführungen zu präsentieren.
1977 entschied das Ministerium für Kultur der UdSSR, in Krasnoyarsk offiziell eine Operninstitution zu etablieren. 1978 wurde ein neues Gebäude durch den Architekten I. Mikhalev erbaut, das am 20. Dezember 1978 mit Fürst Igor von Alexander Borodin eröffnet wurde.
Im Laufe der Jahre haben die Krasnojarsker Oper und Ballett mehr als achtzig Opern- und Ballettproduktionen herausgebracht.
Seit 1986 veranstaltet das Theater ein Internationales Festival der Opernkunst und den Gesangswettbewerb „Young Voices“.
Das Ensemble des Theaters gastierte in Belgien, Finnland, Frankreich, Griechenland, Großbritannien, Indien, Italien, Jugoslawien, Mexiko, Norwegen, den Philippinen Portugal, Schweden, Spanien, Taiwan, den USA und Zypern.

## Trivia
In der Staatsoper Krasnoyarsk debütierte der russische Bariton Dmitri Hvorostovsky in der Partie des Marullo (Rigoletto).